# Hymerhabdiidae
Hymerhabdiidae is een familie van sponsdieren uit de klasse van de Demospongiae (gewone sponzen). 

## Geslachten
- Hymerhabdia Topsent, 1892
- Prosuberites Topsent, 1893